# Asian Correspondent
Asian Correspondent，2009年創立的英語新聞網站，已於2021年停運，由Hybrid News Limited經營，匯集專業記者、博客、通訊社的報導。美聯社在亞洲區的線上伙伴。

## 引用文獻
1. ↑  . Online Journalism Blog.   [2009-11-02]. （原始内容存档于2020-07-19）.